# Silvia Carolina Mazariegos
Silvia Carolina Mazariegos es una Maestra Internacional de ajedrez guatemalteca.

## Carrera
La calificación más alta de Mazariegos fue 2135 (en abril de 2005) y está clasificada como la segunda mejor jugadora de su país. Ha sido campeona en veintidós ocasiones del campeonato guatemalteco de ajedrez femenino en las ediciones 1981-1994, 2001, 2002, 2009, 2011, 2014, 2015, 2019.
Participó con la selección guatemalteca en las Olimpiadas de Ajedrez en los años: 1984–1986, 2000, 2004–2012.